# Wyksa
Wyksa (ros. Выкса) – miasto (od 1934) w europejskiej części Rosji, centrum administracyjne okręgu miejskiego miasta Wyksa obwodu niżnonowogrodzkiego.
Miasto położone jest niedaleko od brzegów Oki (8 km od przystani Nawaszyno), 28 km od stacji kolejowej Nawaszyno (magistrala Moskwa - Jekaterynburg), 186 km na południowy zachód od stolicy obwodu - Niżnego Nowogrodu.

## Demografia
- 2013 – 54 784[6]
- 2020 – 53 010[2]

## Historia
Początki dzisiejszego miasta datowane są na XVI wiek - odnotowano rzemieślniczą obróbkę metali. Rozwój nastąpił w latach 60. XVIII wieku, kiedy to bracia Bataszewowie z Tuły odkryli duże zasoby rudy żelaza w okolicach lasów muromskich. Obecnie na tym terenie zlokalizowane są trzy zakłady metalurgiczne - Górne, Średnie i Dolne Wykuńskie Zakłady Metalurgiczne. Na potrzeby ich produkcji utworzono system stawów głębokości 9 m na ogromnym obszarze 280-585 hektarów. Zakłady  produkują broń, blachy, gwoździe, druty, rury profilowane i żelazne odlewy. Wyksa szczyci się odlewami dzieł sztuki, które zdobią ulice i place wielu miast - np. kratki Ogrodu Aleksandrowskiego na Kremlu, figury koni i rycerzy na Łuku Triumfalnym w Moskwie, fontanny na placu Minina w Niżnym Nowogrodzie.

## Zabytki
Wyksa posiada zabytki architektury przemysłowej, miejskiej i religijnej XVIII - XIX wieków, np. Pałac Bataszewych (XVIII w.), ich domek myśliwski, budowle W. G. Szuchowa w zakładach metalurgicznych, malowniczy park z XVIII w. z jeziorem Lebedinka.